# 5 cm KwK 39

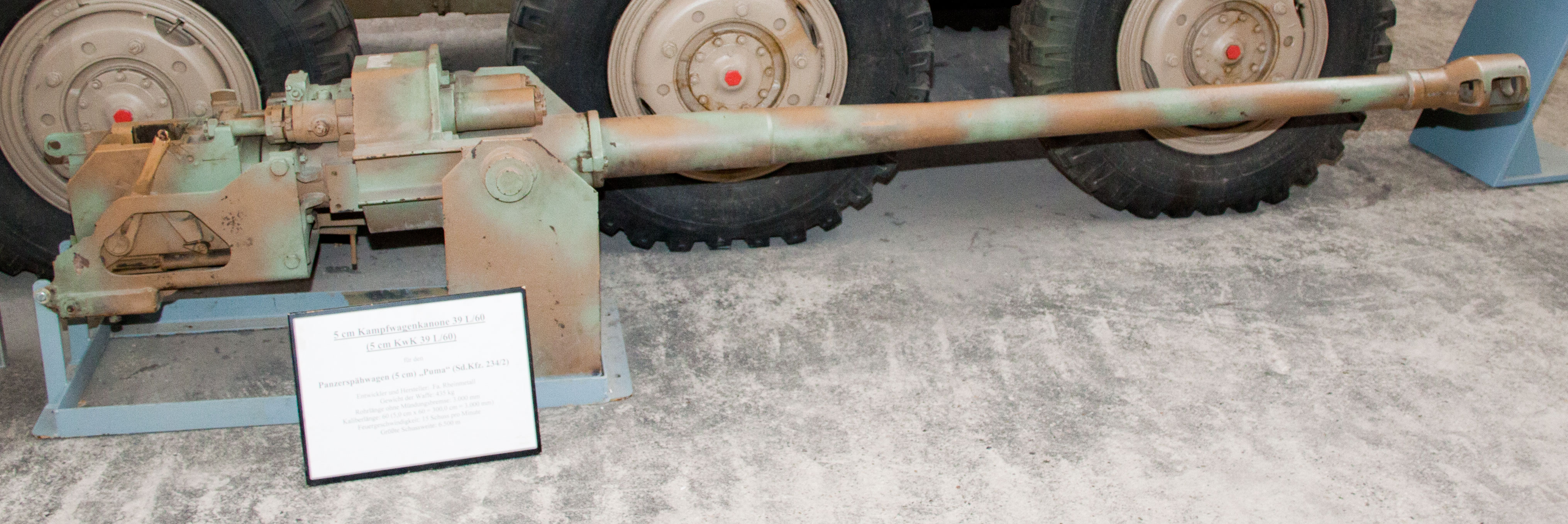
Sd. Kfz. 234/2 「プーマ」に搭載されていた5 cm KwK 39/1。

5 cm KwK 39 L/60 (ドイツ語: 5cm Kampfwagenkanone 39 L/60) とは、第二次世界大戦でナチス・ドイツが使用した50mm砲である。主に、1941年から1942年までIII号戦車の主砲に用いられた。

## 歴史
KwK 39 は牽引砲の5 cm PaK 38から派生した。この砲は、イギリスの巡航戦車やアメリカのM3軽戦車を相手に北アフリカ戦線で活躍した。しかしながらソビエトのT-34やKV-1に対しては力不足であった。
KwK39はプーマ等の偵察車両にも自衛用火器として搭載された。

## 弾薬
- PzGr (徹甲弾)
- PzGr. 39 (APCBC, 仮帽付被帽徹甲弾)
- PzGr. 40 (APCR, 硬芯徹甲弾)
- PzGr. 40/1 (APCR, 硬芯徹甲弾)
- 5 cm Sprgr.Patr.38 (HE, 榴弾)

## 搭載車両
- III号戦車 (Sd. Kfz. 141/1) J-M型[1]、なおJ型以前の車両で本砲に換装されたものもある
- Sd. Kfz. 234/2（プーマ）

## 航空機用
- BK 5 機関砲